# Sexy, Free & Single
Sexy, Free & Single – szósty album studyjny południowokoreańskiej grupy Super Junior, wydany 1 lipca 2012 roku przez SM Entertainment. Był promowany przez singel „Sexy, Free & Single”. Wersja A ukazała się w 10 edycjach, a 18 lipca ukazała się wersja B.
Sexy, Free & Single został nagrany w dziesięcioosobowym składzie – jest to pierwszy album wydany z Kanginem, który zakończył obowiązkową służbę wojskową w kwietniu 2012 roku, ale pierwszy bez Heechula, który zaciągnął się we wrześniu 2011 roku, a także ostatni z liderem Leeteukiem i Yesungiem przed ich służbą wojskową.
Sprzedał się w liczbie ponad 366 774 egzemplarzy (stan na grudzień 2015).

## Lista utworów
| CD  | CD                                                                | CD                      | CD                                                          | CD      |
| Nr  | Tytuł utworu                                                      | Tekst                   | Muzyka                                                      | Długość |
| --- | ----------------------------------------------------------------- | ----------------------- | ----------------------------------------------------------- | ------- |
| 1.  | „Sexy, Free & Single”                                             | Yoo Young-jin           | "Obi" Klein, Thomas Sardorf, Lasse Lindorff                 | 3:44    |
| 2.  | „Neorobuteo (From U)” (kor. 너로부터 (From U))                    | Yoo Young-jin           | Yoo Young-jin, Yoo Han-jin                                  | 3:11    |
| 3.  | „NOW”                                                             | Kim Bu-min              | Hitchhiker                                                  | 3:53    |
| 4.  | „Rockstar”                                                        | D2O, Youngsky           | D2O, Youngsky                                               | 3:11    |
| 5.  | „Gulliver” (kor. 걸리버 (Gulliver))                               | Eunhyuk                 | Markus Bøgelund, Søren Juhl Holmager, Mick Muxoll Rasmussen | 3:25    |
| 6.  | „Eonjenganeun (Someday)” (kor. 언젠가는)                          | Lee Sang-eun            | Lee Sang-eun, An Ji-woo                                     | 4:13    |
| 7.  | „Dalkomsseupsseul (Bittersweet)” (kor. 달콤씁쓸 (Bittersweet))    | Kim Jung-bae            | Kenzie                                                      | 3:26    |
| 8.  | „Ppappiyong (Butterfly)” (kor. 빠삐용 (Butterfly))                | Hwang Hyun, Shin Agnes  | Hwang Hyun                                                  | 3:08    |
| 9.  | „Meomunda (Daydream)” (kor. 머문다 (Daydream))                    | Ha Jung-ho, Storyteller | Ha Jung-ho, Storyteller                                     | 3:44    |
| 10. | „Heeojineun Nal (A 'Good' bye)” (kor. 헤어지는 날 (A 'Good' bye)) | Park Chang-hyun         | Park Chang-hyun                                             | 3:48    |

## Spy
5 sierpnia 2012 roku album został wydany ponownie pod nowym tytułem Spy i zawierał dodatkowo cztery nowe utwory, w tym główny singel „Spy”. Sprzedał się w liczbie ponad 135 571 egzemplarzy (stan na grudzień 2014).

### Lista utworów
| CD  | CD                                                                | CD                      | CD                                                                   | CD      |
| Nr  | Tytuł utworu                                                      | Tekst                   | Muzyka                                                               | Długość |
| --- | ----------------------------------------------------------------- | ----------------------- | -------------------------------------------------------------------- | ------- |
| 1.  | „Sexy, Free & Single”                                             | Yoo Young-jin           | "Obi" Klein, Thomas Sardorf, Lasse Lindorff                          | 3:44    |
| 2.  | „Spy”                                                             | Kenzie                  | Thomas Troelsen, Mikkel Remee Sigvardt, Irving Szathmary, Hwang Hyun | 3:13    |
| 3.  | „Neorobuteo (From U)” (kor. 너로부터 (From U))                    | Yoo Young-jin           | Yoo Young-jin, Yoo Han-jin                                           | 3:11    |
| 4.  | „Outsider”                                                        | Kenzie                  | Herbie Crichlow, Adam Pallin, Thomas Troelsen                        | 3:05    |
| 5.  | „Only U”                                                          | Leeteuk, Donghae        | Leeteuk, Lee Jae-myoung                                              | 3:35    |
| 6.  | „HARU” (kor. 하루 (HARU))                                         | Donghae, Kwon Sun-il    | Donghae, Kwon Sun-il                                                 | 3:28    |
| 7.  | „NOW”                                                             | Kim Bu-min              | Hitchhiker                                                           | 3:53    |
| 8.  | „Rockstar”                                                        | D2O, Youngsky           | D2O, Youngsky                                                        | 3:11    |
| 9.  | „Gulliver” (kor. 걸리버 (Gulliver))                               | Eunhyuk                 | Markus Bøgelund, Søren Juhl Holmager, Mick Muxoll Rasmussen          | 3:25    |
| 10. | „Eonjenganeun (Someday)” (kor. 언젠가는)                          | Lee Sang-eun            | Lee Sang-eun, An Ji-woo                                              | 4:13    |
| 11. | „Dalkomsseupsseul (Bittersweet)” (kor. 달콤씁쓸 (Bittersweet))    | Kim Jung-bae            | Kenzie                                                               | 3:26    |
| 12. | „Ppappiyong (Butterfly)” (kor. 빠삐용 (Butterfly))                | Hwang Hyun, Shin Agnes  | Hwang Hyun                                                           | 3:08    |
| 13. | „Meomunda (Daydream)” (kor. 머문다 (Daydream))                    | Ha Jung-ho, Storyteller | Ha Jung-ho, Storyteller                                              | 3:44    |
| 14. | „Heeojineun Nal (A 'Good' bye)” (kor. 헤어지는 날 (A 'Good' bye)) | Park Chang-hyun         | Park Chang-hyun                                                      | 3:48    |

## Notowania

### Sexy, Free & Single
| Lista                     | Pozycja |
| ------------------------- | ------- |
| Gaon Weekly Album Chart   | 1       |
| Gaon Monthly Album Chart  | 1       |
| Gaon Yearly Album Chart   | 1       |
| Five Music (Tajwan)       | 1       |
| Oricon Weekly Album Chart | 5       |
| Billboard World Albums    | 3       |

### Spy
| Lista                    | Pozycja |
| ------------------------ | ------- |
| Gaon Weekly Album Chart  | 1       |
| Gaon Monthly Album Chart | 1       |
| Gaon Yearly Album Chart  | 13      |